# إدموند الأول
إدموند الأول (921 - 26 مايو 946) الملقب بـ الكبير, العادل, الرائع، هو ثاني ملك لإنجلترا من 939 حتى وفاته خلفاً لأخو الغير شقيق أثيلستان موحد إنجلترا في عام 927، هو أبن إدوارد إيلدر (الكبير) وزوجته الثالثة إيدجيف من كينت، أيضا هو حفيد ألفريد العظيم، خلفه أخيه الشقيق إدريد ومن ثم أبنائه ادويغ وإدغار.